# Sulzberg (Oberallgäu)
Sulzberg település Németországban, azon belül Bajorországban. Lakosainak száma 5169 fő (2023. december 31.). Sulzberg Waltenhofen községgel határos.

## Népesség
A település népessége az elmúlt években az alábbi módon változott:
| Lakosok száma | 1367 | 2437 | 2956 | 4043 | 4729 | 4764 | 4813 | 4912 | 5058 | 5169 |
|               | 1875 | 1950 | 1975 | 1987 | 2012 | 2014 | 2016 | 2017 | 2021 | 2023 |